# Pionier (radioodbiornik)

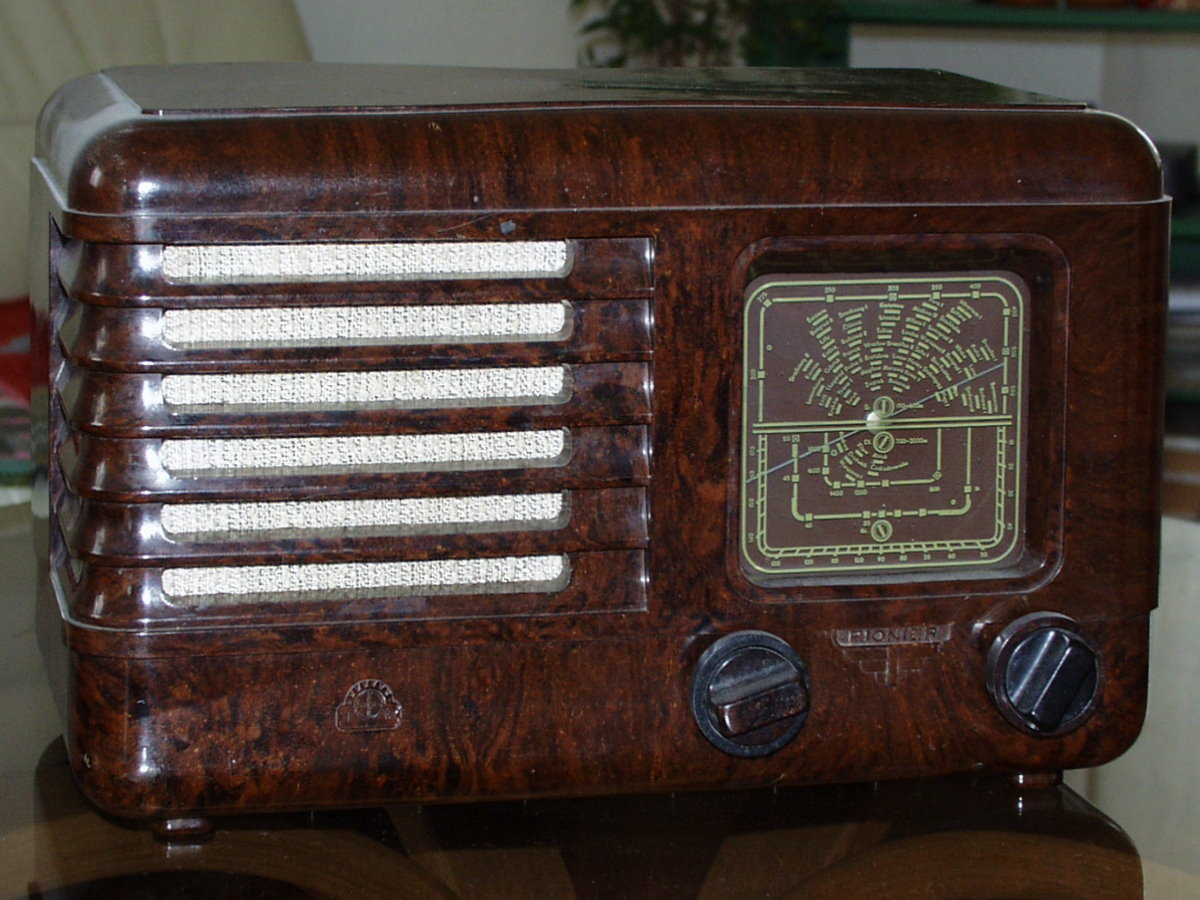
Odbiornik radiowy z przodu

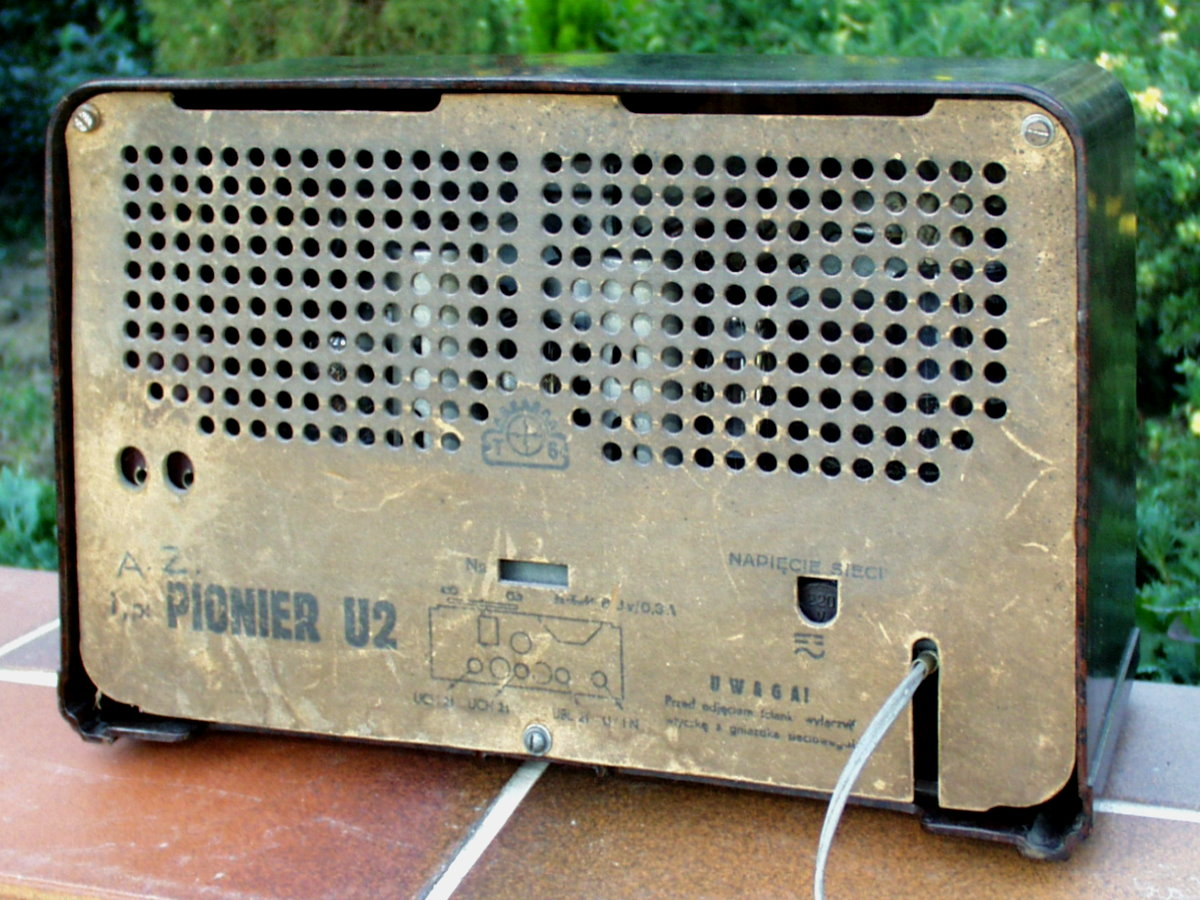
Tył radia

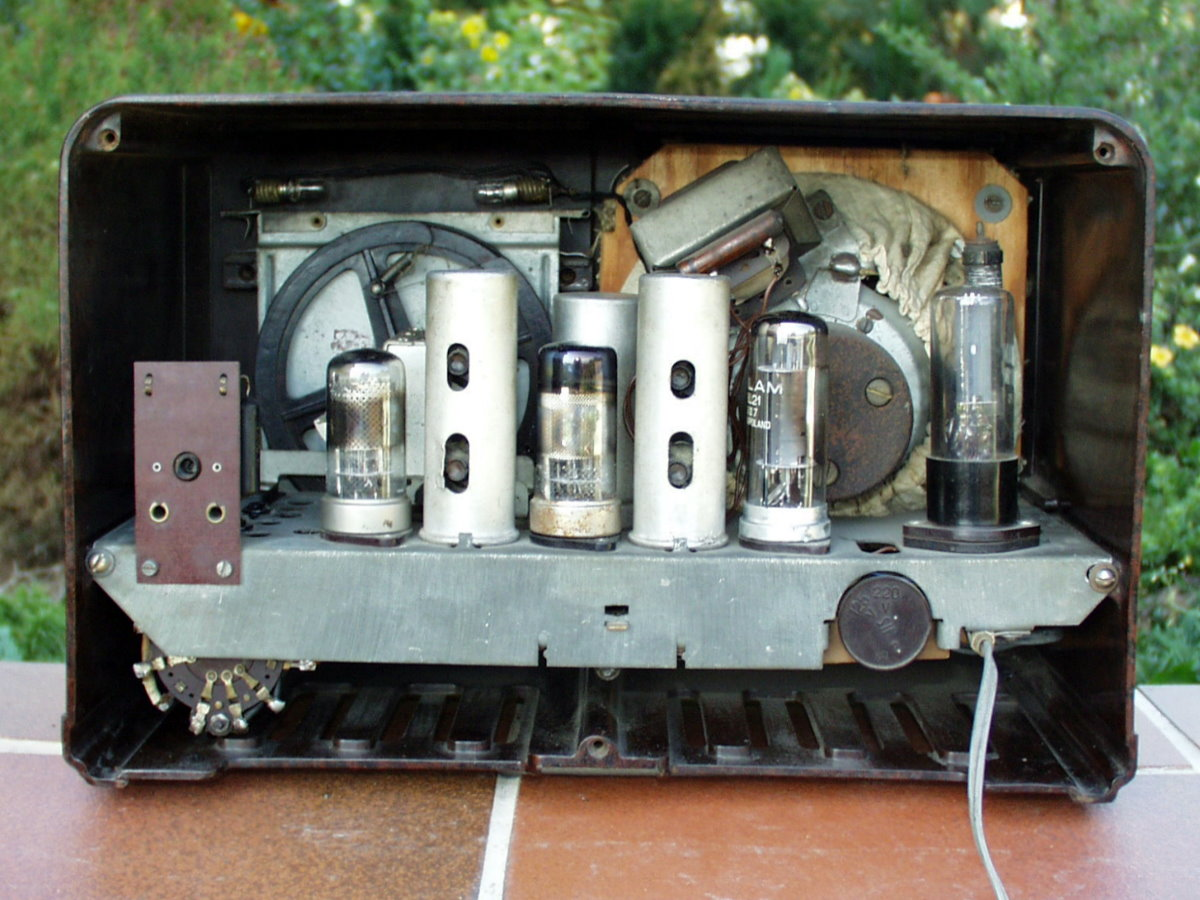
Wnętrze odbiornika

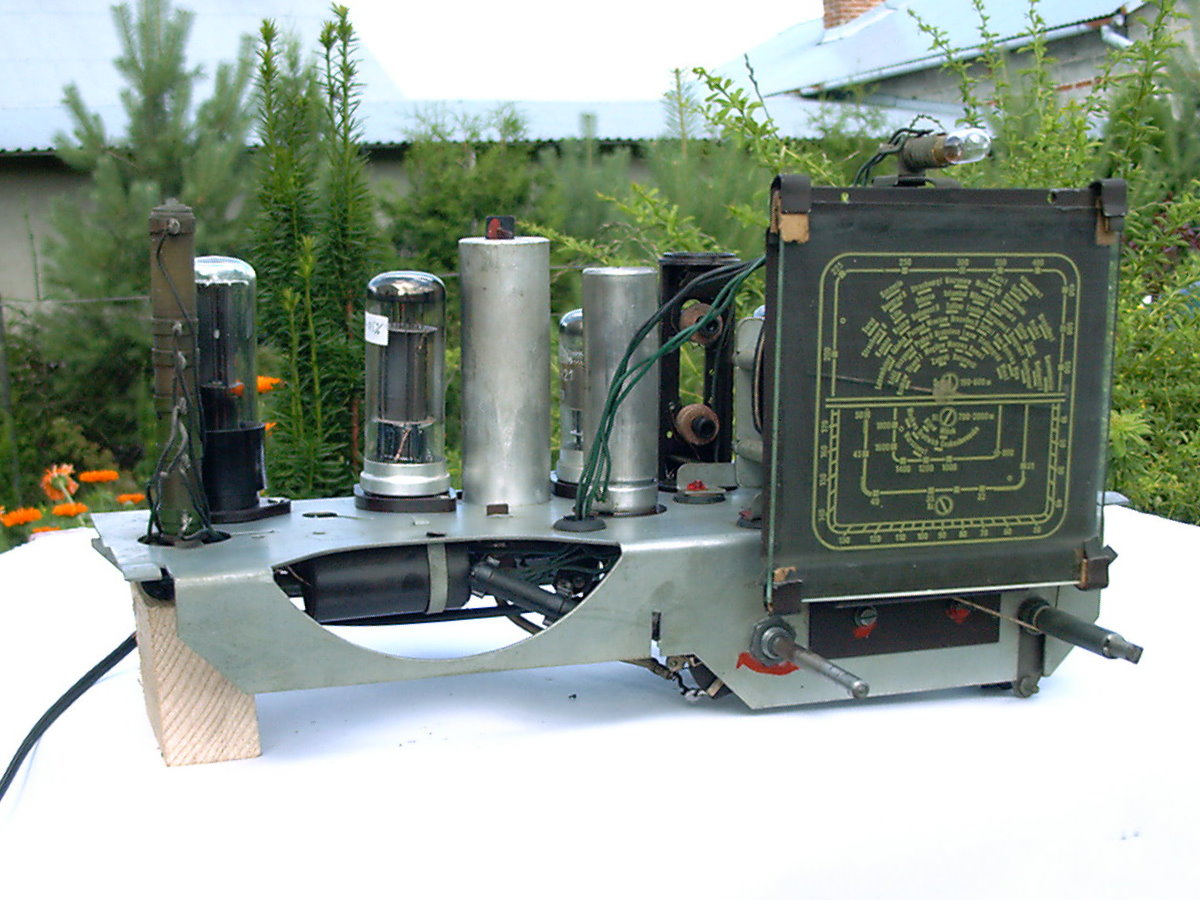
Chassis radia

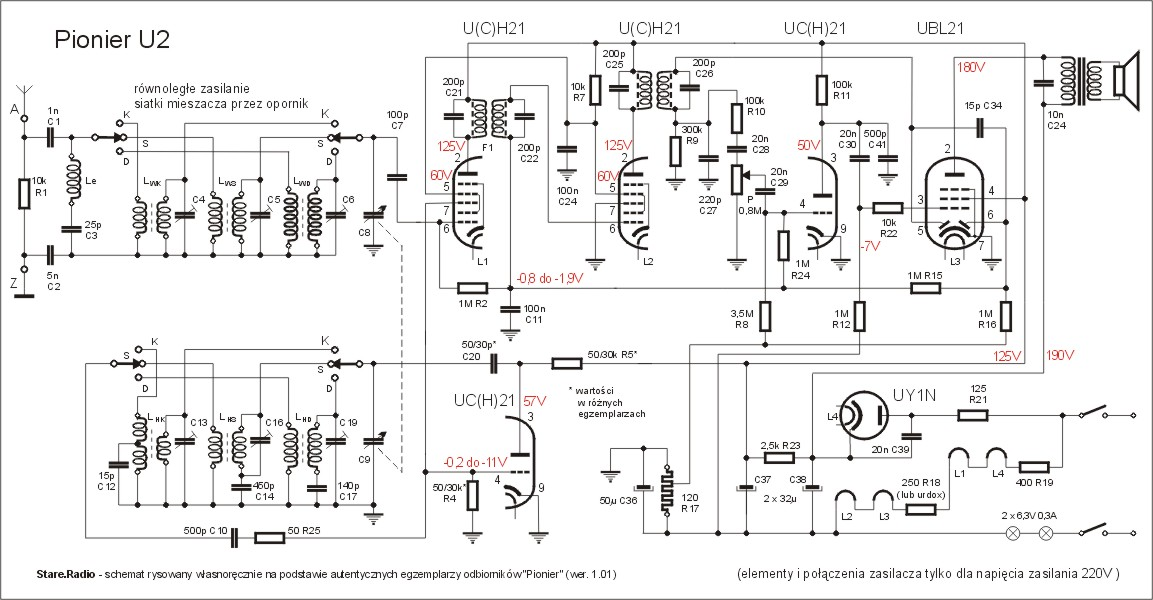
Schemat elektryczny jednej z wersji odbiornika „Pionier”

Pionier – pierwsza polska po II wojnie światowej konstrukcja lampowego odbiornika radiowego powszechnego użytku.
Odbiornik został skonstruowany w Zakładach Radiowych Diora (T-6) w Dzierżoniowie przez zespół inż. Wilhelma Rotkiewicza w roku 1948. Układ elektryczny oparty został na układzie, zastosowanym przez Philipsa w roku 1941 w odbiorniku 203U. Z niewielkimi modyfikacjami układ ten przetrwał do roku 1968 (w odbiorniku Promyk). Produkowany był w kilku rodzajach skrzynek bakelitowych i drewnianych w modelach U, U2, U3, B, B2, B3 (B – wersje bateryjne, na wielu obszarach kraju nie było jeszcze wybudowanej sieci elektrycznej), Mazur, Noteć, I 6161, Promyk.
Jest to odbiornik superheterodynowy z zasilaniem uniwersalnym. Termin „zasilanie uniwersalne” oznacza, że urządzenie może korzystać z sieci prądu przemiennego oraz zasilania prądem stałym. Zakresy fal długich i średnich we wszystkich odmianach bywały podobne. Zakres fal krótkich zawężono w roku 1954 (znikły większe częstotliwości). Związane to było z wydaną przez Urząd Rady Ministrów w czerwcu 1953 r. ściśle tajną Uchwałą nr 418, w której zobowiązywano Ministra Przemysłu Maszynowego do wprowadzenia w produkcji odbiorników radiowych odpowiednich zmian konstrukcyjnych, w wyniku których odbieralność w zakresie fal krótkich byłaby jedynie w paśmie od 31 do 51 m. W rozporządzeniu wymienione są z nazwy odbiorniki Pionier i Aga. Zakres ten miał obowiązywać również w odbiornikach wprowadzanych do produkcji w przyszłości. Zmiany te wprowadzono w celu utrudnienia odbioru polskojęzycznych audycji, nadawanych z zagranicy, słyszalnych dobrze w pasmach 16 i 25 m.
W latach 1953–1956 na skali odbiornika widniała nazwa Stalinogród, zamiast Katowice. Spowodowane to było faktem, że w okresie od 9 marca 1953 do 20 grudnia 1956 miasto Katowice nosiło urzędową nazwę Stalinogród. Wprowadzono ją tuż po śmierci Józefa Stalina, a cofnięto w związku z odwilżą gomułkowską dnia 21 października 1956.
Nazwę „Pionier” otrzymały później także zupełnie inne modele radioodbiorników produkowanych w latach 80. XX w. w Dzierżoniowie, m.in. radiobudzik tranzystorowy i amplituner stereofoniczny.

## Podstawowe parametry i właściwości (dane techniczne)
lampy elektronowe:
UCH21, UCH21, UBL21, UY1N
w wersji bateryjnej 1R5T, 1T4T, 1S5T, 3S4T lub 1H33, 1F33, 1AF33, 1L33
zakresy fal:
Długie 700–2000 m (429–150 kHz)
Średnie 187–600 m (1605–525 kHz)
Krótkie 16–50 m (19–6 MHz) lub 31–50 m
zasilanie:
napięcie przemienne lub stałe 220 V lub 125 V
lub bateria 110 V (napięcie anodowe) i żarzenie - akumulator 2 V lub ogniwo 1,5 V (w modelu bateryjnym)
elementy regulacyjne:
potencjometr siły głosu z wyłącznikiem (lewa gałka), przełącznik zakresów (prawa gałka wewnętrzna), strojenie (prawa gałka zewnętrzna)
gniazda:
antena i uziemienie
wymiary:
350 x 225 x 170 mm
waga
5,5 kg